# Кінгстон (Пенсільванія)
Кінгстон (англ. Kingston) — місто (англ. borough) в США, в окрузі Лузерн штату Пенсільванія. Населення — 13 349 осіб (2020).

## Географія
Кінгстон розташований за координатами 41°15′53″ пн. ш. 75°53′12″ зх. д. / 41.26472° пн. ш. 75.88667° зх. д. (41.264754, -75.886574).  За даними Бюро перепису населення США в 2010 році місто мало площу 5,72 км², з яких 5,51 км² — суходіл та 0,21 км² — водойми.

## Демографія
Згідно з переписом 2010 року, у селищі мешкали 13 182 особи в 5934 домогосподарствах у складі 3135 родин. Густота населення становила 2306 осіб/км².  Було 6498 помешкань (1137/км²).
Расовий склад населення:
| - 91,8 % — білих - 3,2 % — чорних або афроамериканців - 2,4 % — азіатів - 0,1 % — корінних американців |

До двох чи більше рас належало 1,8 %. Частка іспаномовних становила 3,2 % від усіх жителів.
За віковим діапазоном населення розподілялося таким чином: 19,2 % — особи молодші 18 років, 61,8 % — особи у віці 18—64 років, 19,0 % — особи у віці 65 років та старші. Медіана віку мешканця становила 42,7 року. На 100 осіб жіночої статі у селищі припадало 89,8 чоловіків;  на 100 жінок у віці від 18 років та старших — 86,1 чоловіків також старших 18 років.
Середній дохід на одне домашнє господарство  становив 62 021 долар США (медіана — 47 904), а середній дохід на одну сім'ю — 81 106 доларів (медіана — 65 753). Медіана доходів становила 46 195 доларів для чоловіків та 37 869 доларів для жінок. За межею бідності перебувало 14,1 % осіб, у тому числі 17,8 % дітей у віці до 18 років та 9,6 % осіб у віці 65 років та старших.
Цивільне працевлаштоване населення становило 6276 осіб. Основні галузі зайнятості: освіта, охорона здоров'я та соціальна допомога — 32,0 %, роздрібна торгівля — 11,3 %, мистецтво, розваги та відпочинок — 10,9 %, науковці, спеціалісти, менеджери — 10,7 %.